# Ana Maria de Lauro Castrucci
Ana Maria de Lauro Castrucci (São Paulo, 6 de fevereiro de 1948) é uma bióloga, pesquisadora e professora universitária brasileira.
Comendadora da Ordem Nacional do Mérito Científico e membro titular da Academia Brasileira de Ciências, é professora titular aposentada e livre-docente do Instituto de Biociências da Universidade de São Paulo.

## Biografia
Ana Maria nasceu na capital paulista, em 1948. É filha de Ermelinda de Lauro Castrucci, professora primária, e Benedito Castrucci, ex-professor titular aposentado da Universidade de São Paulo e autor de dezenas de livros de matemática. Cresceu em um lar voltado para a educação e cultura. Tinha quatro irmãos mais velhos, que foram bastante influentes, por entrarem na universidade enquanto Ana Maria ainda frequentava a escola.
Estudou na Escola Americana do Instituto Mackenzie, onde cursou o antigo primário, transferindo-se para o Colégio Dante Alighieri, onde cursou o antigo ginásio. O curso científico foi cursado no Colégio de Aplicação da Faculdade de Filosofia Ciências e Letras da Universidade de São Paulo. Pela mesma universidade, ingressou no curso de biologia do Instituto de Biociências, em 1966.
Enquanto era estudante, deu aulas de biologia no Colégio Mackenzie, graduando-se como bacharel e licenciada em biologia em 1969. Ingressou na especialização pela faculdade de medicina da USP, na área de histologia, transferindo-se para o Instituto de Biociências, defendendo a dissertação em 1973, sob orientação de Erasmo Garcia Mendes. Ingressou no doutorado, na mesma instituição e sob orientação do professor Erasmo, defendendo a tese em 1974.
Foi docente das Faculdades Nove de Julho, Piratininga e Carlos Pasquale, até outubro de 1975, sendo então contratada pelo Departamento de Fisiologia do Instituto de Biociências. Pela Universidade do Arizona, realizou estágio de pós-doutorado entre julho de 1982 a julho de 1984. Tornou-se livre-docente pela Universidade de São Paulo em 1987 e professora titular em 1992.

## Pesquisa
Sua pesquisa está voltada para a evolução dos mecanismos de regulação hormonal da pigmentação nos invertebrados e vertebrados.